# Netřebice, Český Krumlov
Netřebice là một làng thuộc huyện Český Krumlov, vùng Jihočeský, Cộng hòa Séc.